# 塔与栅栏

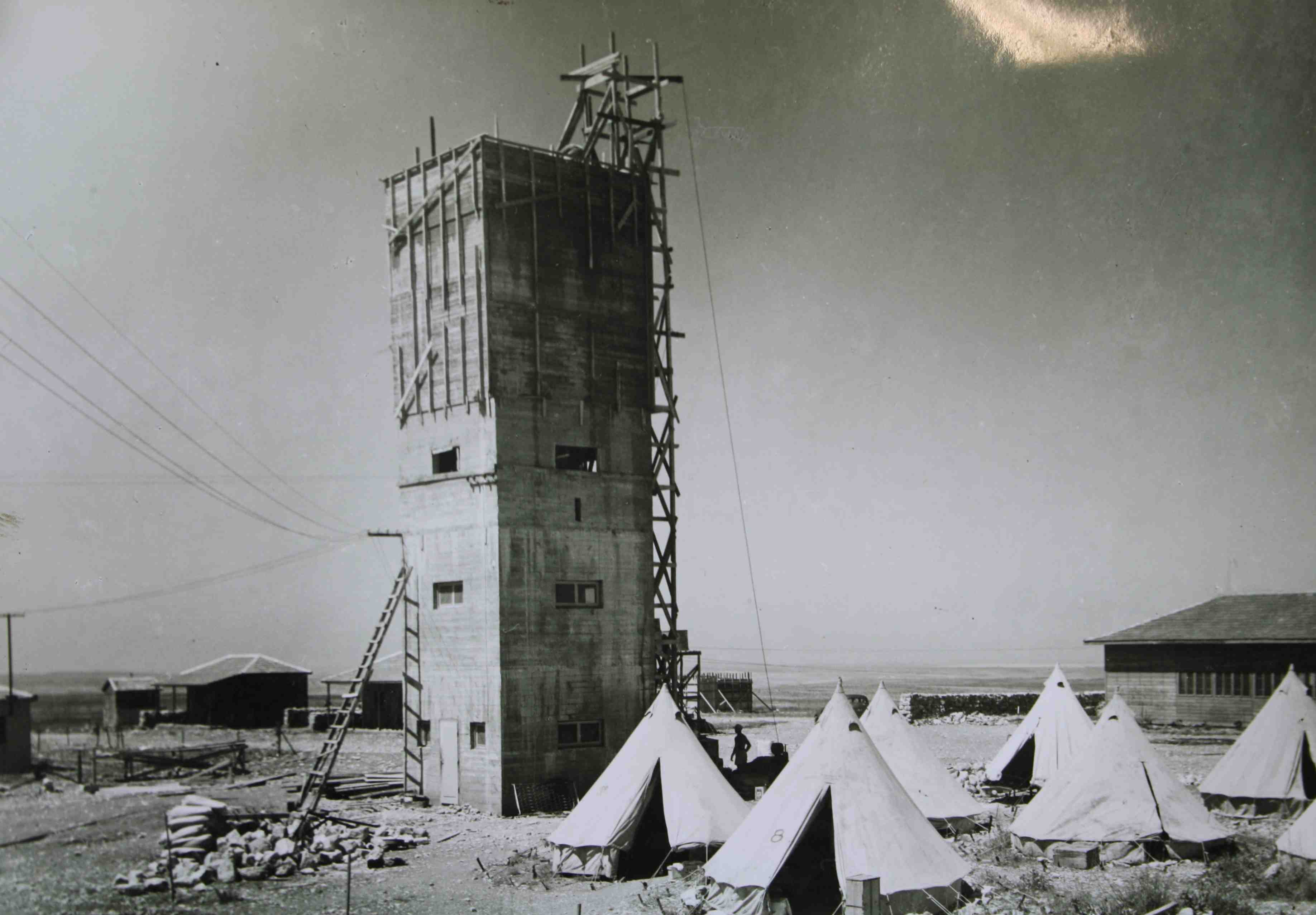

塔与栅栏（希伯來語：חומה ומגדל）是1936年—1939年巴勒斯坦阿拉伯起义期间，犹太复国运动者在英国托管巴勒斯坦建立定居点的方法。当时新建犹太定居点受到托管政府的限制。这个计划旨在移入犹太人，使他们能获取等多的土地，特别在偏远地区，造成既成事实。它们最终都得到增强，转变成农业定居点。在这次战役中获取的所有主要定居点（大部分是基布兹集体农场），都包括一个警戒塔河和周围的一道栅栏，通常在一夜之间形成。
在“塔与栅栏”战役期间，全国共新建了52个犹太人定居点。
- Kfar Hittim, 1936年12月7日
- Tel Amal（現今Nir David）, 1936年12月10日
- Sde Nahum, 1937年1月5日
- Shaar HaGolan, 1937年1月31日
- Masada (kibbutz), 1937年1月31日
- Ginosar, 1937年2月25日
- Beit Yoseph, 1937年4月9日
- Mishmar HaShelosha, 1937年4月13日
- Tirat Tzvi, 1937年6月30日
- Bnei Brit（現今Moledet (settlement)）, 1937年7月4日
- Ein HaShofet,1937年7月5日
- Ein Gev, 1937年7月6日
- Maoz Hayyim, 1937年7月6日
- Kfar Menahem, 1937年7月27日
- Kfar Szold, 1937年8月15日
- Tzur Moshe, 1937年9月13日
- Usha, 1937年11月7日
- Hanita, 1938年3月21日
- Shavei Zion, 1938年4月13日
- Sde Warburg, 1938年5月17日
- Ramat Hadar, 1938年5月26日
- Alonim, 1938年6月26日
- Maale HaHamisha, 1938年7月17日
- Tel Yitzchak, 1938年7月25日
- Beit Yehoshua, 1938年8月17日
- Ein HaMifratz, 1938年8月25日
- Ma'ayan Tzvi, 1938年8月30日
- Sharona, 1938年11月16日
- Geulim, 1938年11月17日
- Ayalon, 1938年11月24日
- Neve Eitan, 1938年11月25日
- Kfar Rupin, 1938年11月25日
- Kfar Masaryk, 1938年11月29日
- Mesilot, 1938年12月22日
- Dalia, 1939年5月2日
- Dafna,1939年5月3日
- Dan, 1939年5月4日
- Sde Eliyahu, 1939年5月8日
- Mahanayim, 1939年5月23日
- Shadmot Devorah 1939年5月23日
- Shorashim, 1939年5月23日
- HaZor'im, 1939年5月23日
- Tel Tzur, 1939年5月23日
- Kfar Glickson, 1939年5月23日
- Ma'apilim, 1939年5月23日
- Mishmar HaYam, 1939年5月28日
- Hamadiah, 1939年6月23日
- Kfar Netter, 1939年6月26日
- Negba, 1939年7月12日
- Gesher, 1939年8月13日
- Beit Oren, 1939年10月1日
- Amir, 1939年10月29日